# Jiaoling

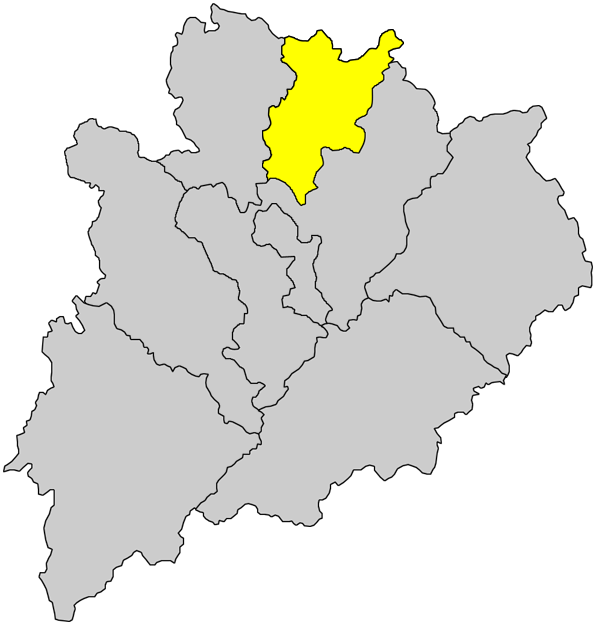
Lage des Kreises Jiaoling im Verwaltungsgebiet der Stadt Meizhou

Jiaoling (蕉岭县,  Jiāolǐng Xiàn) ist ein Kreis der bezirksfreien Stadt Meizhou im Nordosten der Provinz Guangdong in der Volksrepublik China. Er hat eine Fläche von 961,6 km² und zählt 184.355 Einwohner (Stand: Zensus 2020).
Der ehemalige Wohnsitz von Qiu Fengjia (Qiu Fengjia (guju) 丘逢甲(故居)) steht seit 2006 auf der Liste der Denkmäler der Volksrepublik China (6-1017).